# Contemplació cristiana
La contemplació cristiana, del llatí contemplatio (en grec θεωρία, theoria), fa referència a diverses pràctiques cristianes que tenen com a objectiu "mirar", "contemplar", "ser conscient de" Déu. Inclou diverses pràctiques i conceptes teològics, i fins al segle vi la pràctica del que ara s'anomena misticisme s'anomenava amb el terme contemplatio o teoria.
El cristianisme va utilitzar tant la terminologia grega (theoria) com la llatina (contemplatio, contemplació) per descriure diverses formes d'oració i el procés d'anar cap a Déu. Les tradicions orientals i occidentals del cristianisme es van separar a mesura que van incorporar la noció general de theoria als seus respectius ensenyaments.
El Catecisme de l'Església Catòlica afirma que, "la tradició cristiana comprèn tres grans expressions de la vida de l'oració: l'oració vocal, la meditació i l'oració contemplativa. Tenen en comú el recolliment del cor". Es discerneixen tres etapes. en la pràctica contemplativa, és a dir, la contemplació purgativa, la contemplació pròpiament dita i la visió de Déu.

## Filosofia grega
El terme theoria va ser utilitzat pels antics grecs per referir-se a l'acte d'experimentar o observar, i després comprendre a través nostre.
Va ser tractat per Plató, Aristòtil i Plotí, influint en el cristianisme.

## Contemplació cristiana
La pràctica contemplativa o mística és una part integral i de llarga durada de la vida de les esglésies cristianes. A les esglésies ortodoxes orientals, la forma predominant és l'hesicasme ("quietud"). Tant al cristianisme oriental com occidental forma part de pràctiques místiques.

## Meditació i contemplació
En la meditació discursiva, la ment i la imaginació i altres facultats s'utilitzen activament en un esforç per entendre la nostra relació amb Déu. En l'oració contemplativa, aquesta activitat es redueix, de manera que la contemplació s'ha descrit com "una mirada de fe", "un amor silenciós". No hi ha una frontera clara entre la meditació cristiana i la contemplació cristiana, i de vegades se superposen. La meditació serveix com a fonament sobre el qual s'assenta la vida contemplativa, la pràctica per la qual algú comença l'estat de contemplació.
Joan de la Creu va descriure la diferència entre la meditació discursiva i la contemplació dient:
| « | La diferència entre aquestes dues condicions de l'ànima és com la diferència entre treballar i gaudir del fruit del nostre treball; entre rebre un regal i treure'n profit; entre l'esforç del viatge i la resta del final del nostre viatge". | » |

Mattá al-Miskīn, un monjo ortodox oriental, ha afirmat:
| « | La meditació és una activitat de l'esperit d'un mateix mitjançant la lectura o d'una altra manera, mentre que la contemplació és una activitat espontània d'aquest esperit. En la meditació, el poder imaginatiu i de pensament de l'home fa un esforç. La contemplació segueix llavors per alliberar l'home de tot esforç. La contemplació és la visió interior de l'ànima i el simple repòs del cor en Déu. | » |

## Pregària contemplativa
Un exercici utilitzat durant molt de temps entre els cristians per a l'adquisició de la contemplació, "a l'abast de tothom, sigui del clergat o de qualsevol ocupació secular", és el de centrar la ment mitjançant la repetició constant d'una frase o paraula. Una forma d'això és la pregària del cor.

## Etapes
En l'avançament a la contemplació, Agustí parlava de set etapes:
1. les tres primeres són només etapes preliminars naturals, corresponents als nivells vegetatiu, sensible i racional de la vida humana;
2. la quarta etapa és la de la virtut o la purificació;
3. la cinquena és el de la tranquil·litat aconseguida pel control de les passions;
4. la sisena és l'entrada a la llum divina (l'etapa il·luminadora);
5. la setena és l'etapa d'habitar o unitiva que és veritablement la contemplació mística.

Santa Teresa d'Àvila va descriure quatre graus o etapes d'unió mística:
1. unió mística incompleta, o la pregària de recolliment tranquil o sobrenatural, quan l'acció de Déu no és prou forta per evitar distraccions, i la imaginació encara conserva una certa llibertat;
2. unió plena o semièxtàtica, quan la força de l'acció divina manté la persona plenament ocupada, però els sentits continuen actuant, de manera que fent un esforç, la persona pot deixar de pregar;
3. unió extàtica, o èxtasi, quan les comunicacions amb el món exterior estan tallades o gairebé, i ja no es pot moure a voluntat d'aquest estat; i
4. unió transformadora o divinitzadora, o matrimoni espiritual de l'ànima amb Déu.

Els tres primers són estats febles, mitjans i energètics de la mateixa gràcia. La unió transformadora difereix d'ells específicament i no només en intensitat. Consisteix en la consciència habitual d'una gràcia misteriosa que tots posseiran al Cel: l'anticipació de la naturalesa divina. L'ànima és conscient de l'assistència divina en les seves operacions sobrenaturals superiors, les de l'intel·lecte i la voluntat.